# Бюдер, Эрнст Эрих
Эрнст Эрих Бюдер (нем. Ernst Erich Buder; 2 сентября 1896, Котбус, Прусское королевство, Германская империя — 21 января 1962, Западный Берлин) — немецкий композитор, писавший музыку в разных жанрах — от классических симфонических произведений до популярных песен; автор музыки ко многим немецким фильмам.

## Биография
Родился в Котбусе 2 сентября 1896 года. Добровольцем пошёл на фронт с началом Первой мировой войны. Во время одного из сражений был тяжело ранен и демобилизован. Музыкальное образование получил в Берлинской высшей школе музыки, где обучался композиции и дирижированию у Макса Регера и Энгельберта Хумпердинка. По окончании образования, в качестве капельмейстера работал в Вене, Бухаресте и Берлине.
Композиционные произведения Бюдера очень разнообразны: от симфонической поэзии до популярной музыки. В 1930—1940-х годах он писал музыку для полнометражных фильмов. Более сорока документальных фильмов также имеют, созданное им, музыкальное сопровождение. Кроме того, в нескольких фильмах того времени можно услышать его песни. В 1935 году композитор написал песню «Солдаты всегда солдаты» (нем. Soldaten sind immer Soldaten) на стихи Гериберта Менцеля для нацистского пропагандистского фильма «Западная стена» (нем. Der Westwall).
Бюдер был женат на оперной певице Ольге Баумгартнер, в браке с которой у него родился сын Эрнст Эрих Бюдер-младший, ставший актёром. Композитор умер в Западном Берлине 21 января 1962 года и был похоронен на кладбище Луизенфридхоф.

## Аудиозаписи
- Ernst Erich Buder. «Ich hab von dir geträumt» — Эрнст Эрих Бюдер. «Я видел тебя во сне» (песня и запись 1943 года).